# Conus gubernator
Conus gubernator é uma espécie de gastrópode do gênero Conus, pertencente à família Conidae.

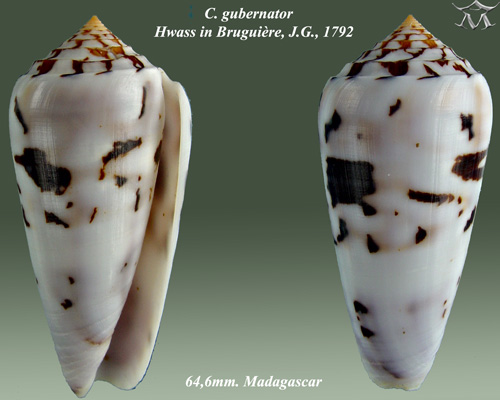
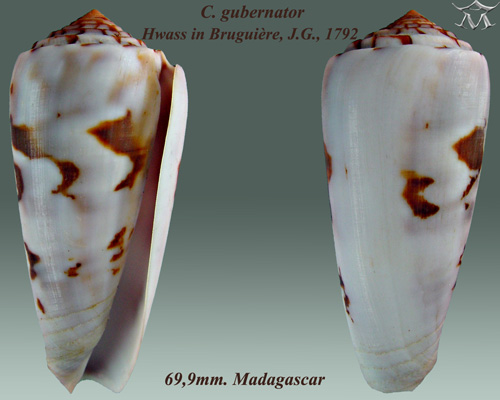
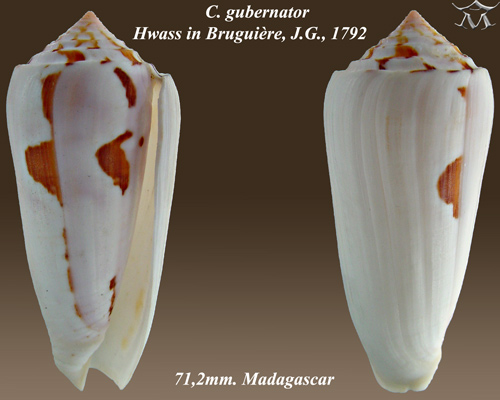
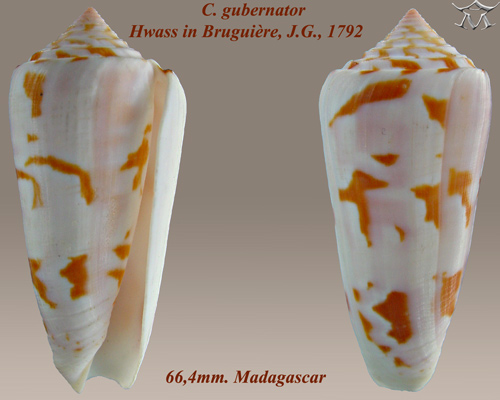
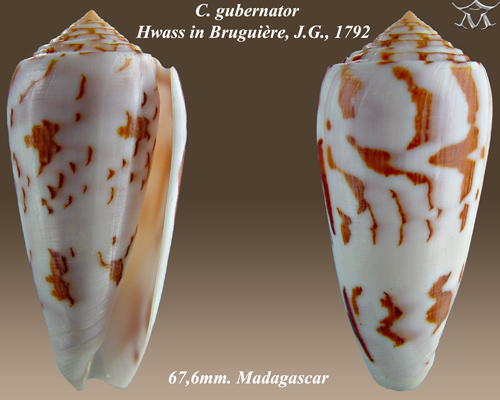
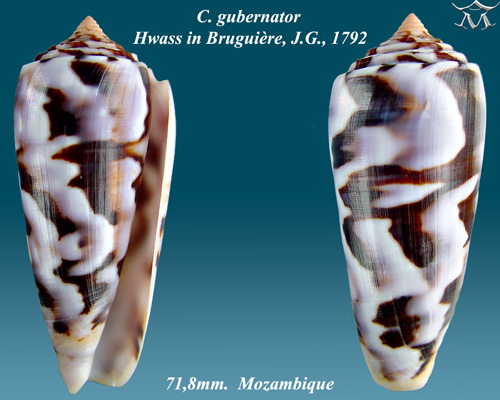
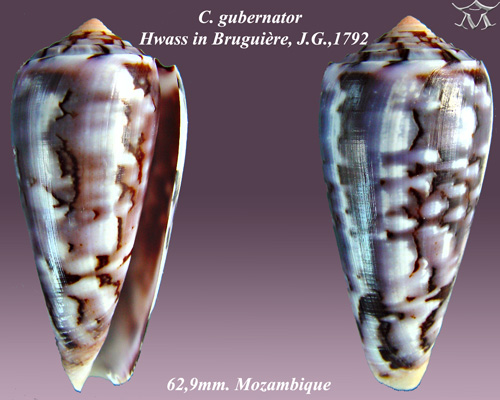
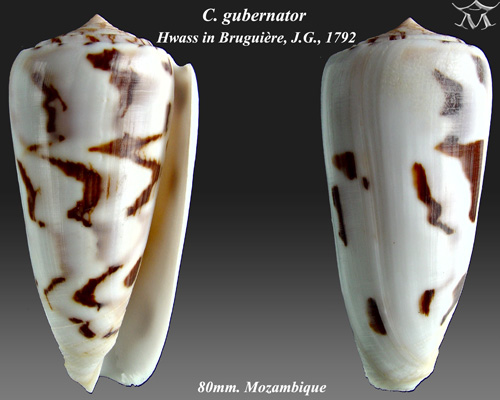
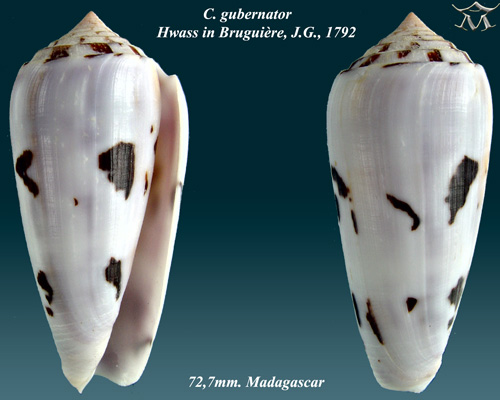
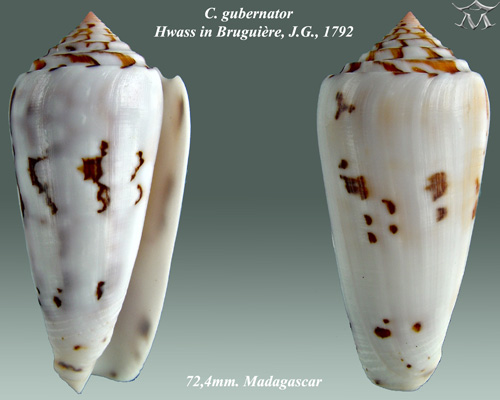
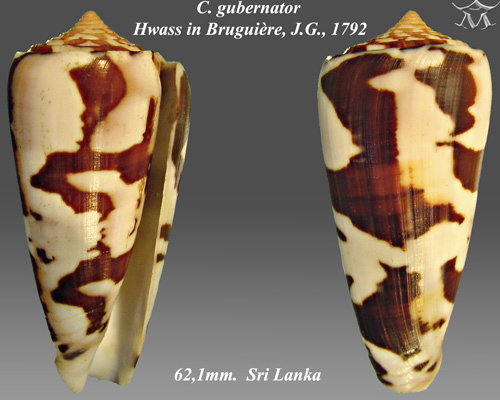